# Henryk von Bobenhausen
Henryk von Bobenhausen (niem. Heinrich von Bobenhausen; ur. ok. 1514, zm. 21 marca 1595) – administrator urzędu wielkiego mistrza zakonu krzyżackiego w latach 1572–1590.

## Życiorys
Do zakonu krzyżackiego wstąpił w 1544 roku. W latach 1547–1549 zarządzał komturią w Mergentheim. Od 1549 komtur we Frankfurcie. W 1557 roku został komturem krajowym Frankonii.
Od 1565 pozbawiony urzędów i zdegradowany do roli zarządcy komturii Regensburga przez Wolfganga Schutzbara. W 1566 przywrócony do łask przez administratora urzędu wielkiego mistrza Jerzego von Weckheim i mianowany komturem Blumenthal. W 1572 roku wybrany administratorem urzędu wielkiego mistrza zakonu krzyżackiego. Tolerancyjny wobec reformacji przez co znalazł się w złych stosunkach z cesarzem Maksymilianem II Habsburgiem. Podejmował kroki w celu odzyskania Prus po śmierci Albrechta Hohenzollerna. W 1585 został zmuszony przez cesarza do uznania swoim koadiutorem arcyksięcia Maksymiliana Habsburga. Pozbawiony realnej władzy w zakonie przez swojego następcę wyjechał do Weißenburga. W 1590 pod przymusem zrezygnował z urzędu. Próbował jednak do śmierci odzyskać przywileje w zakonie.